# Ängssalvia
Ängssalvia (Salvia pratensis) är en ört i familjen kransblommiga växter.

## Beskrivning
Ängssalvia är en flerårig medelstor ört med stora blå blommor. Blomningstiden är från juni till juli.
Kromosomtal 2n = 18.

## Habitat
Ängssalvia är utbredd i större delen av Europa, österut till Vitryssland, Moldavien, Ukraina och Balkan.
Förekomsten i Sverige inskränker sig till de södra delarna.

### Utbredningskartor
- Norden 
  - I Sverige på många platser endast tillfälligt. Fridlyst.
- Norra halvklotet 
  - Ej ursprunglig i Nordamerika.

## Biotop
Ängar, kulturmark.

## Etymologi
- Släktnamnet Salvia är latin salvare = bota, lindra med syftning på salvia-växternas traditionella användning som medicinalväxt.
- Artepitetet pratense härleds från latin pratum = äng. Tolkningen blir växer på ängar.

## Bilder

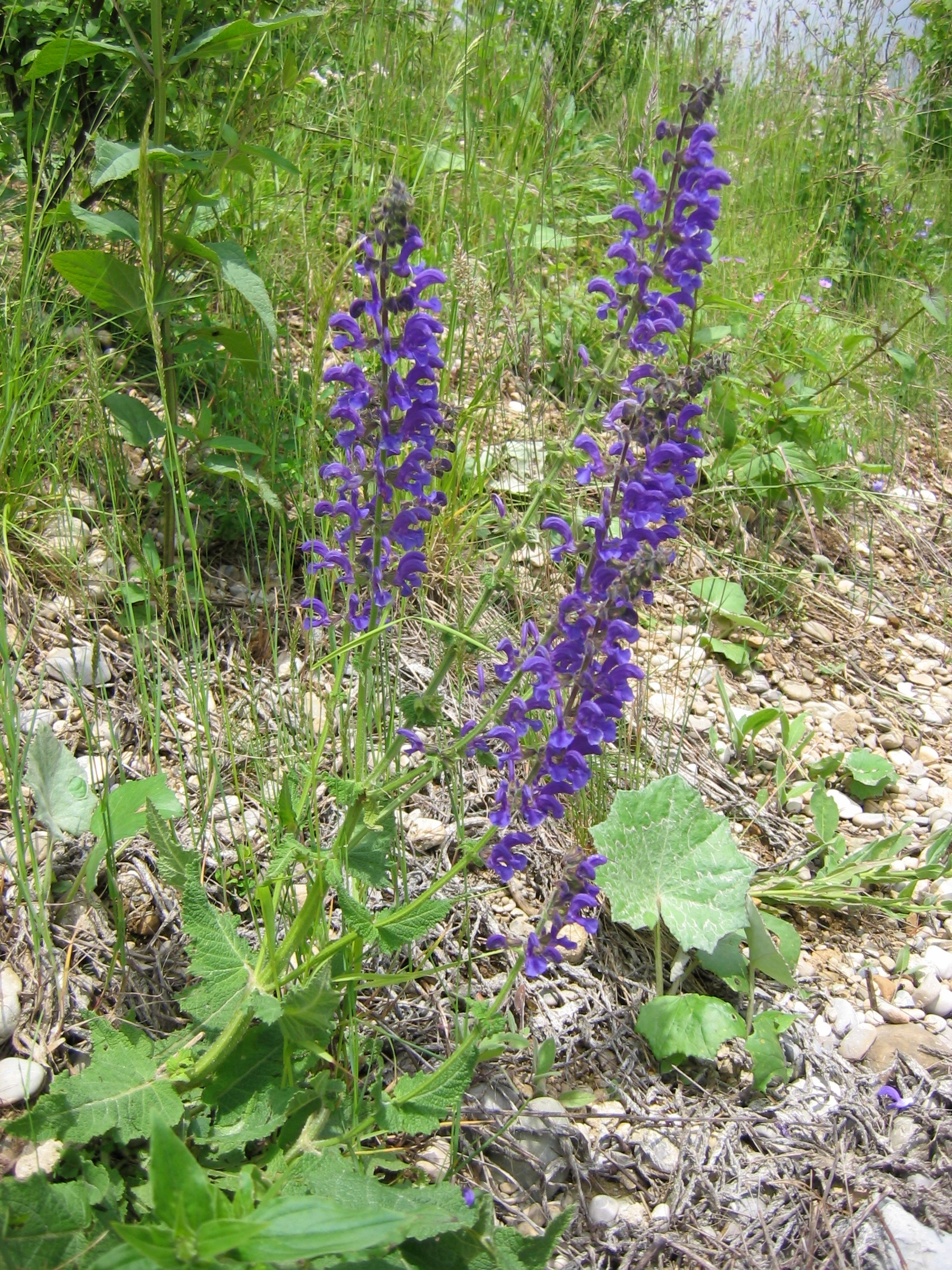
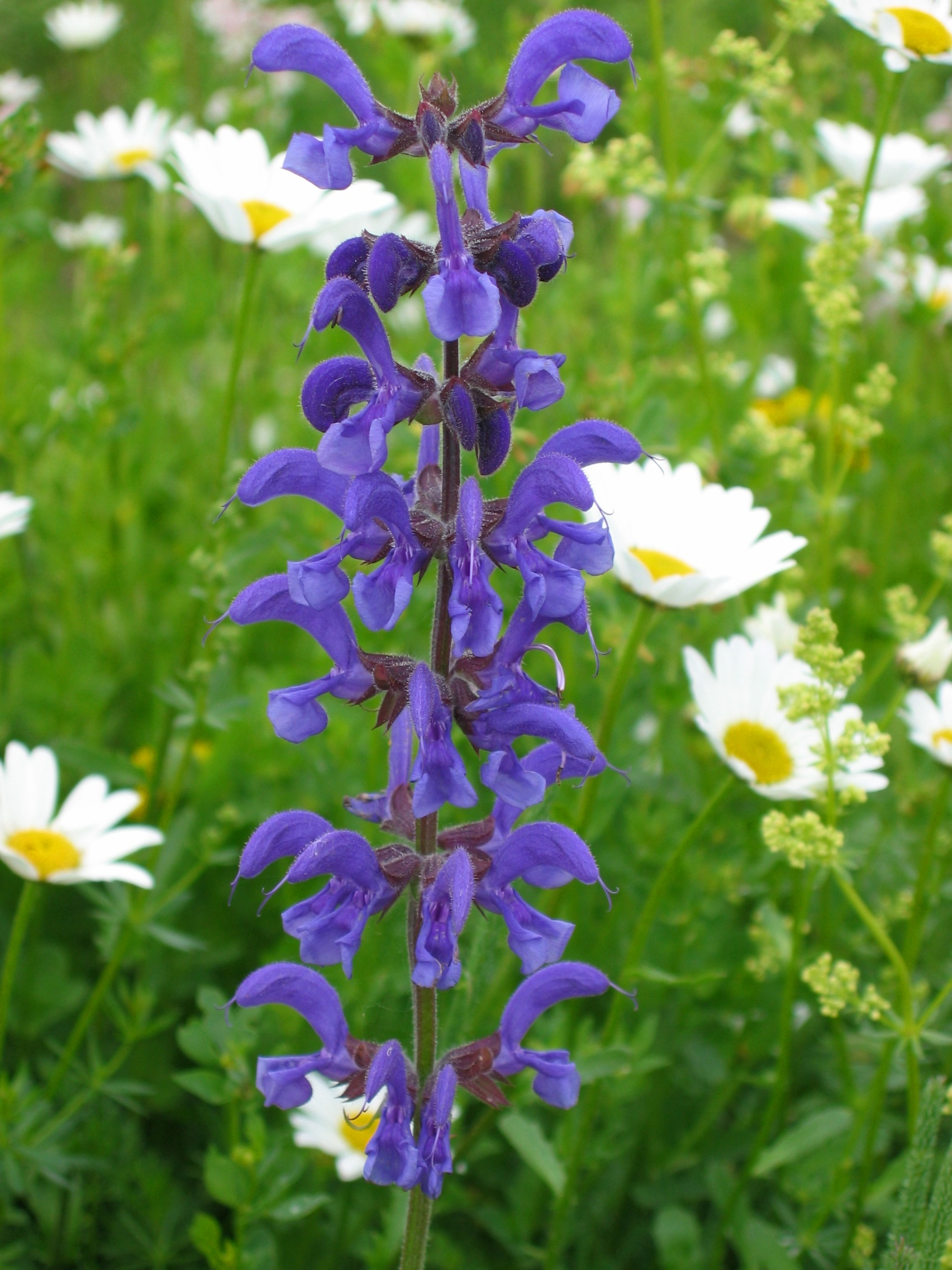
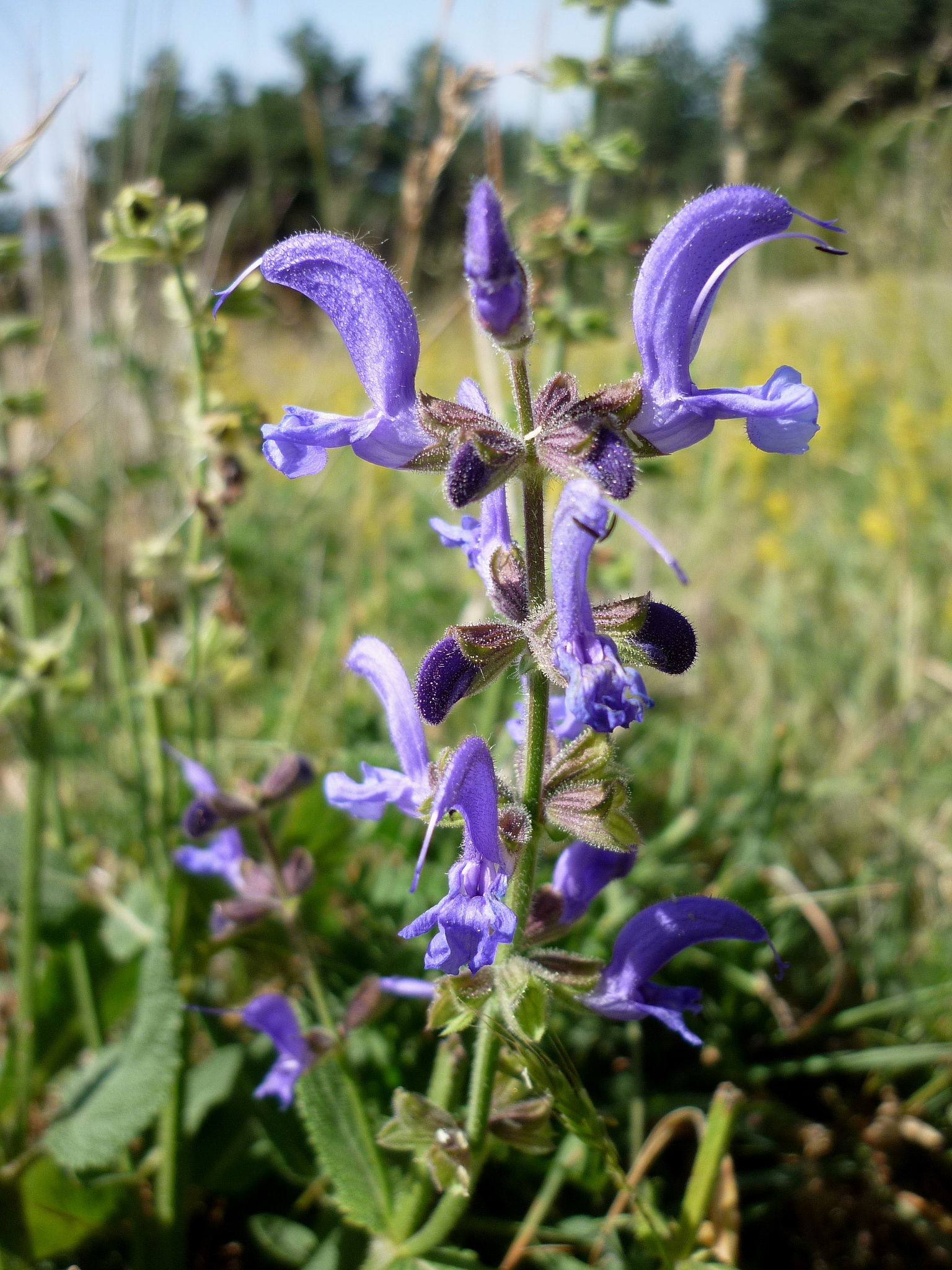
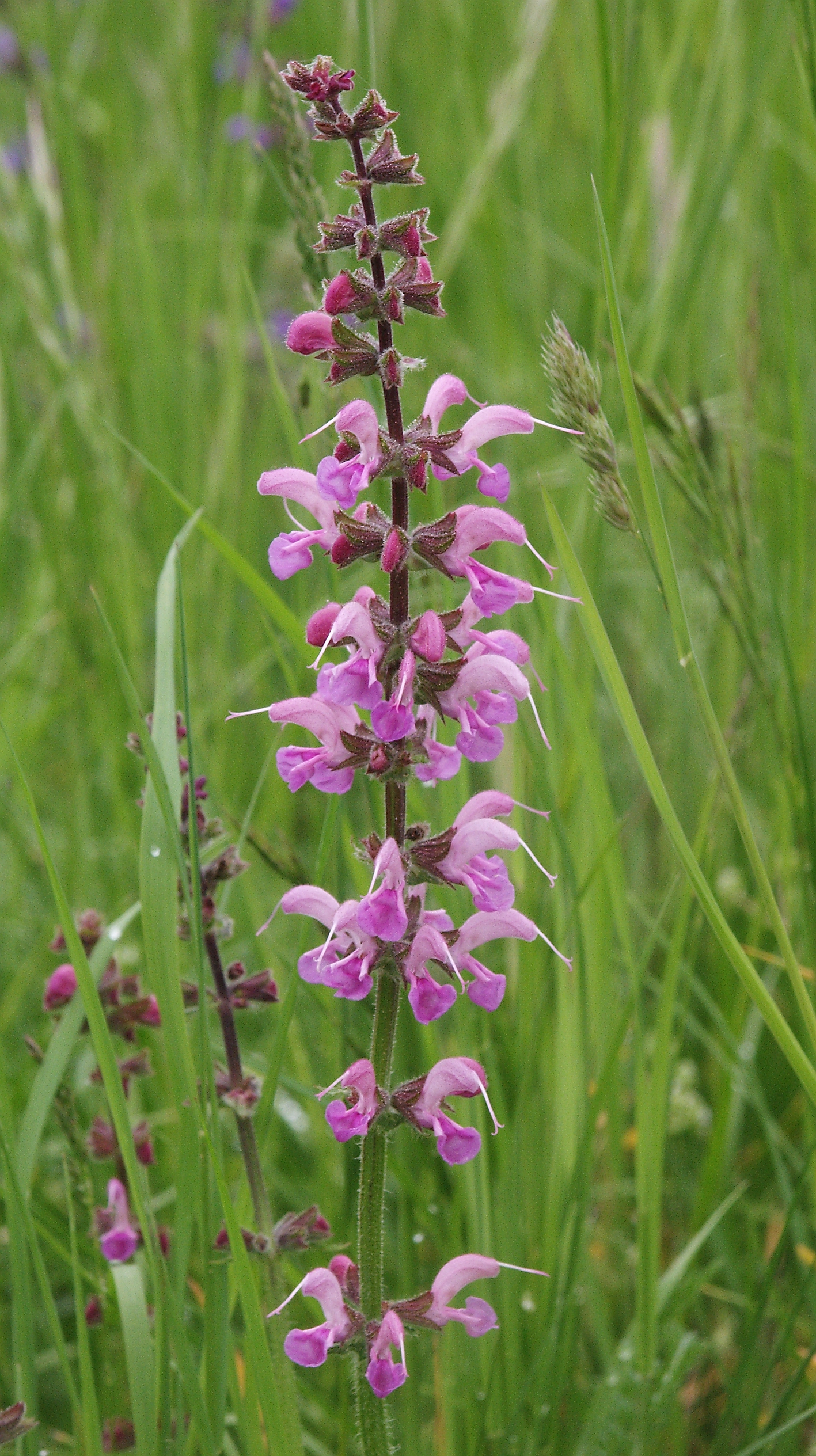
Ibland muterar färgen
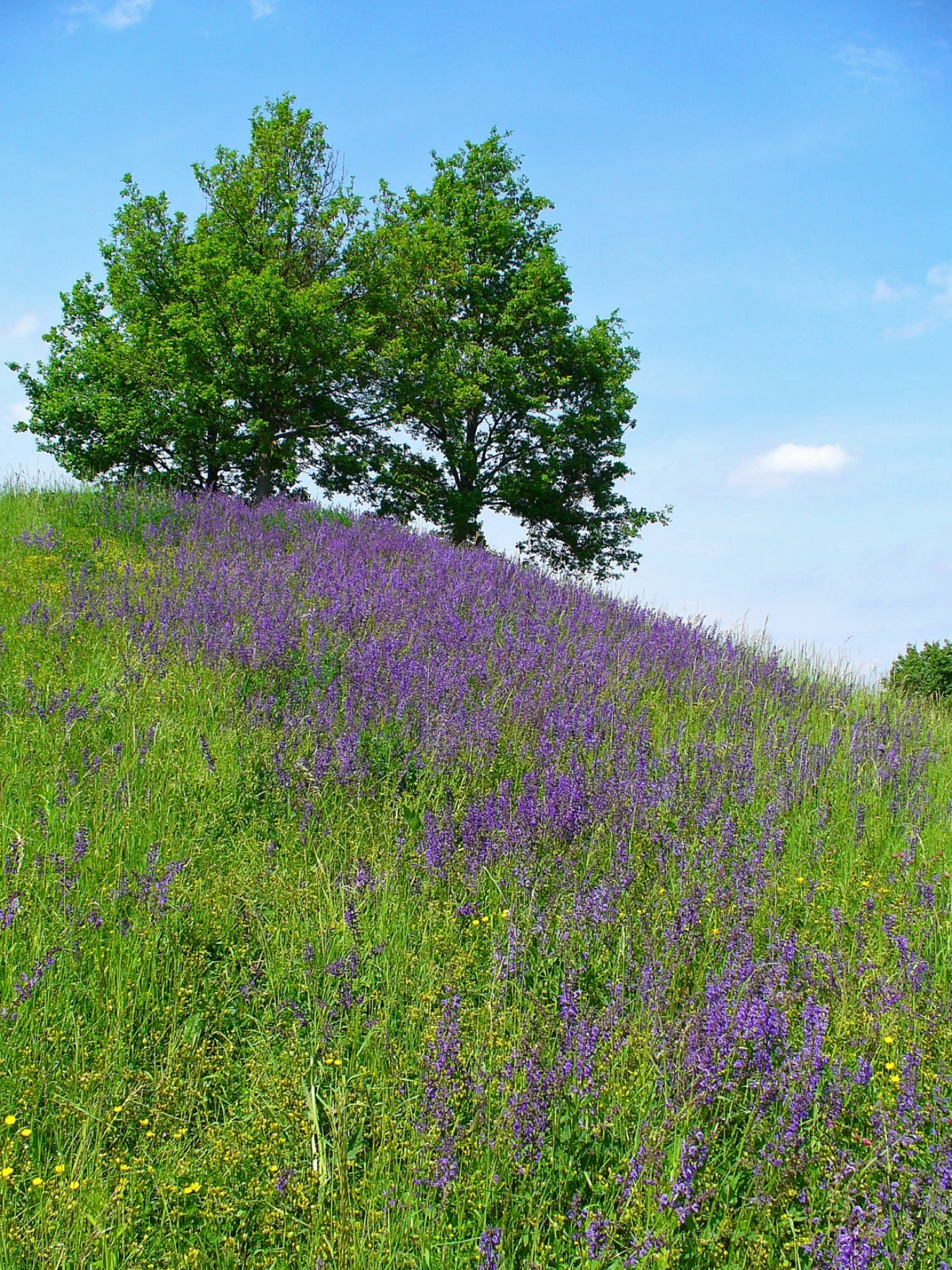
Habitat
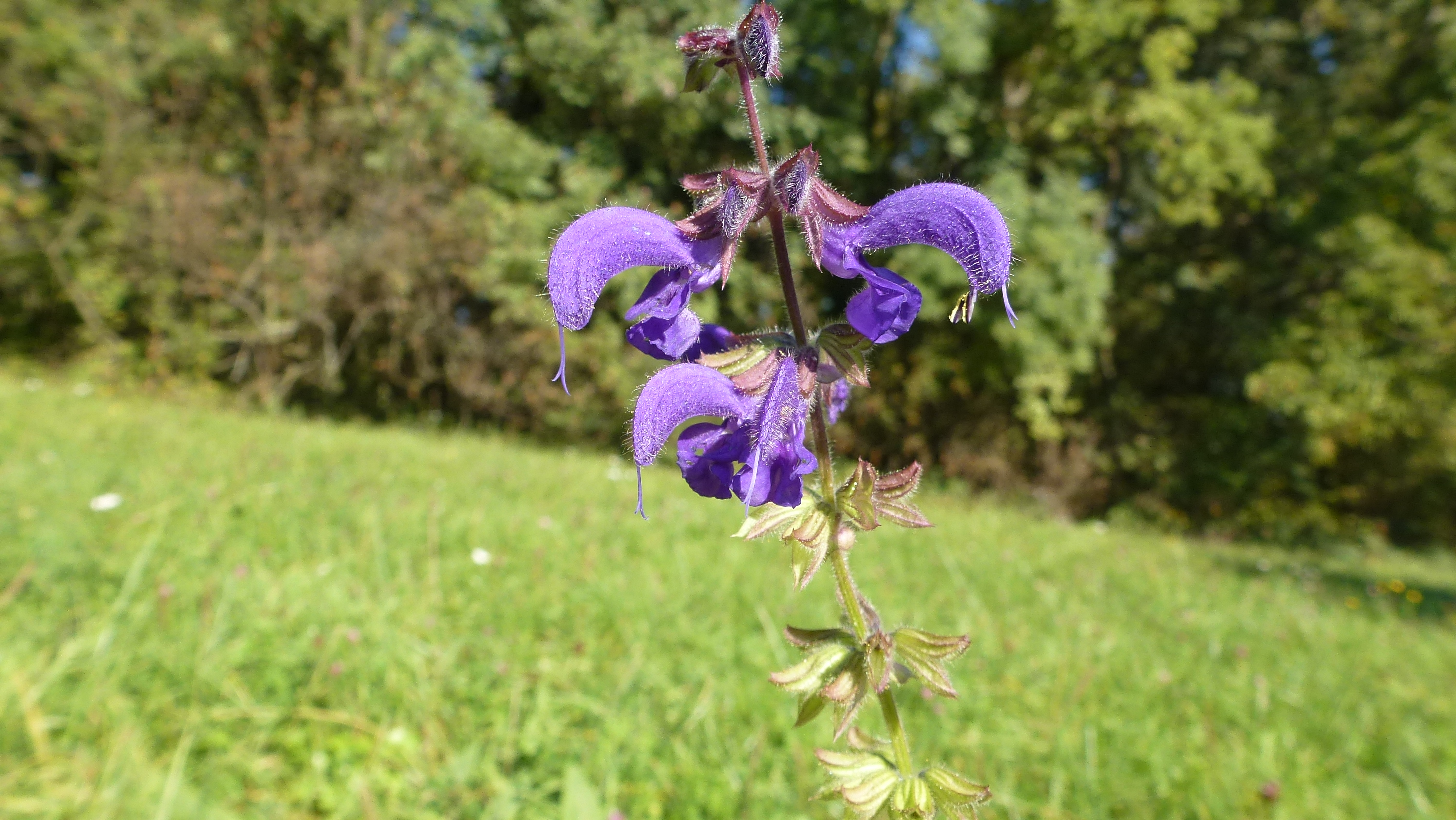

- En humla, Bombus rupestris i arbete
Vänsterklicka på trekanten för att starta en film på drygt 2 minuter
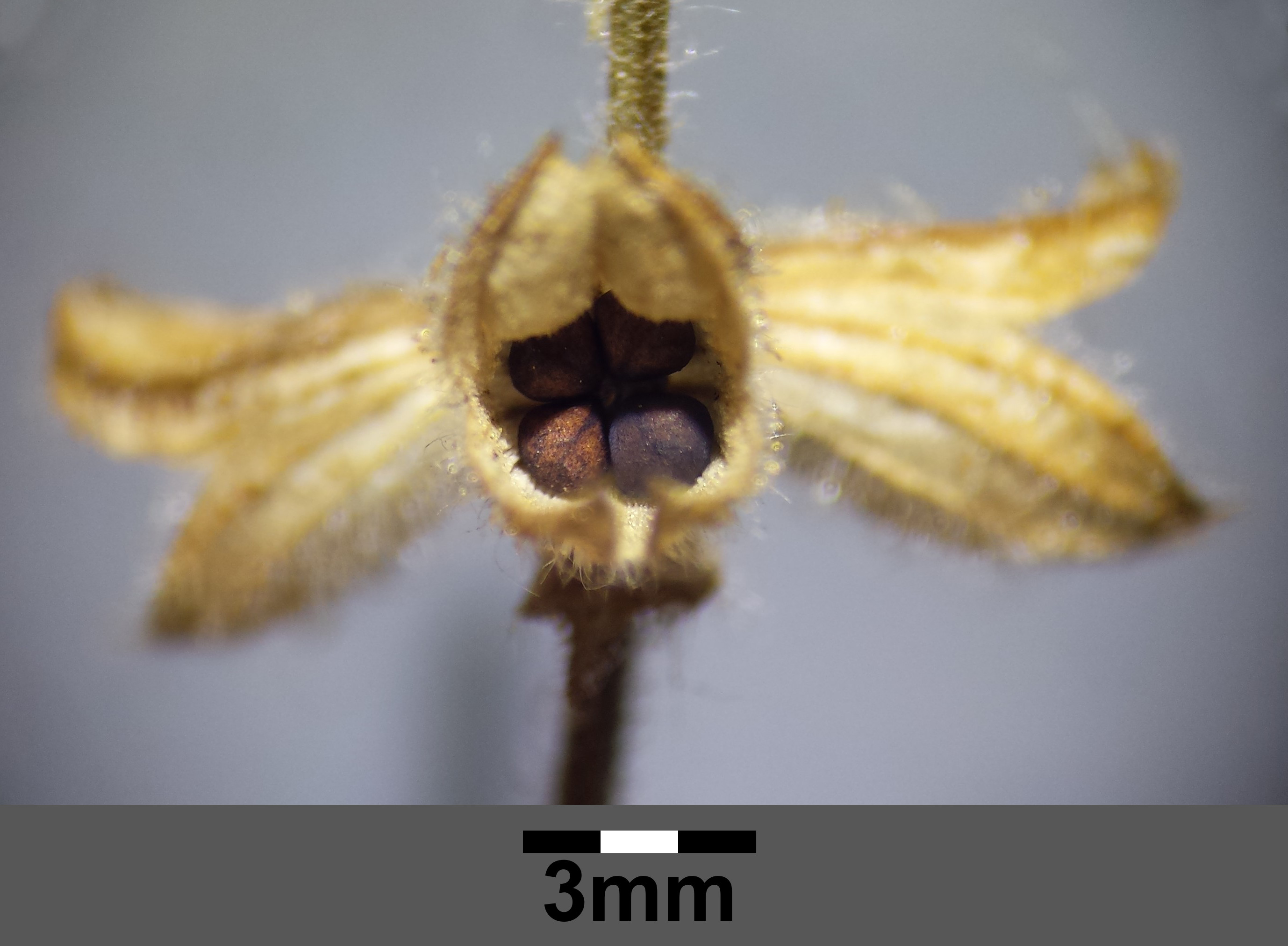
En frukt har öppnat sig, och visar några frön
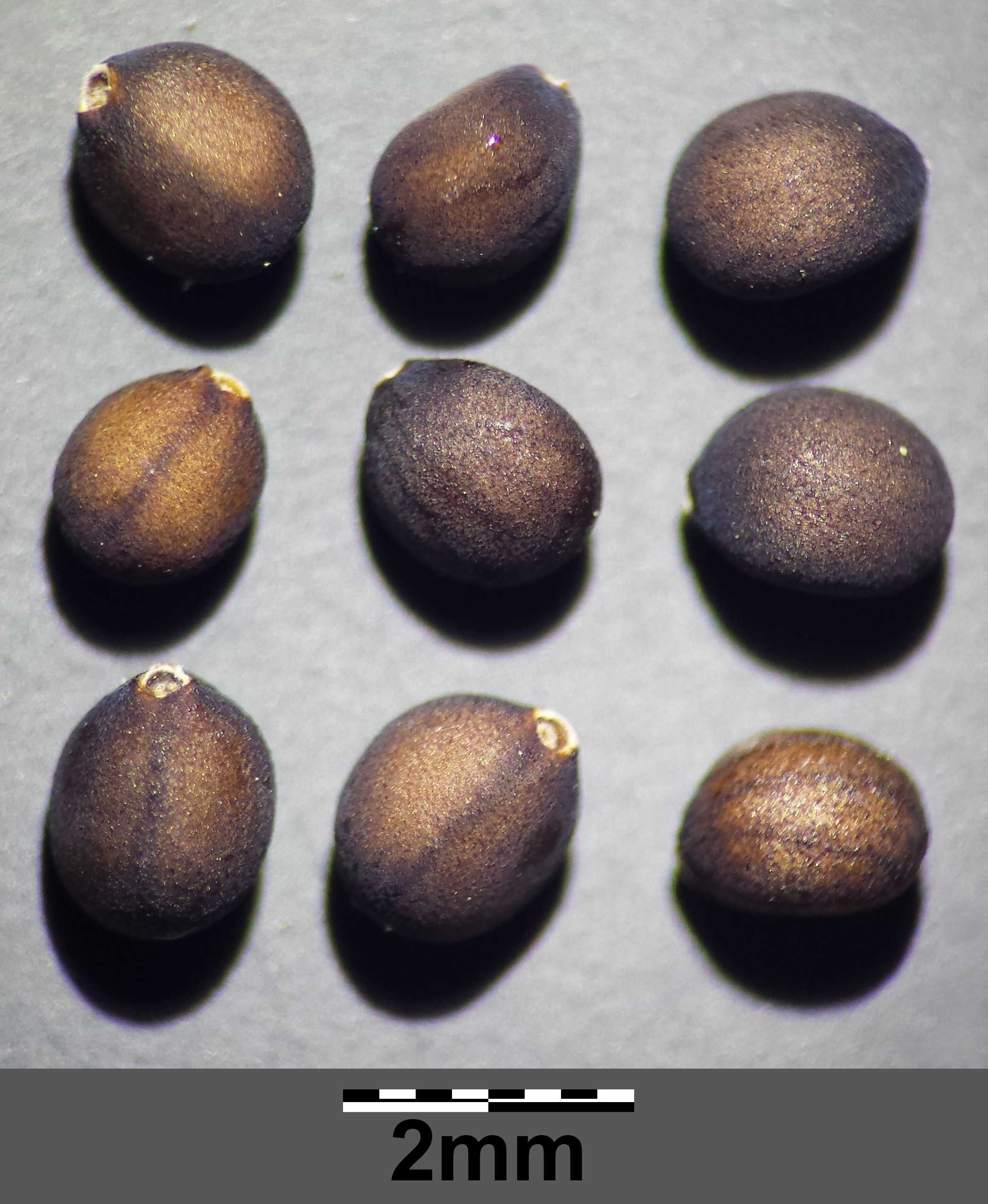
Frön